# Shady Habash
Shady Habash (in arabo شادي حبش‎?; 21 agosto 1995 – Il Cairo, 1º maggio 2020) è stato un fotografo e regista egiziano.

## Biografia
Era recluso nel carcere di massima sicurezza di Tora, a sud del Cairo, dal marzo 2018, semplicemente per aver realizzato il video di una canzone (intitolata Balaha) che sbeffeggiava apertamente il presidente egiziano Abdel Fattah al-Sisi, criticando senza sconti i suoi primi quattro anni di governo alla vigilia delle elezioni.
Il suo interprete, Ramy Essam, una presenza fissa sui palchi di Tahrir nel 2011, era diventato famoso trasformando gli slogan dei rivoluzionari in canzoni che a loro volta sono diventate dei tormentoni della piazza. All’epoca di Balaha, Essam si trovava già da quattro anni in esilio in Svezia per sfuggire alla repressione, ma per il regime l’affronto era evidentemente troppo grave e qualcuno avrebbe dovuto pagare.
A pochi giorni dall’uscita del brano, diventato subito virale, Habash veniva arrestato insieme all’autore del testo e al social media manager del cantante. Al momento della sua morte, il giovane regista era ancora in attesa di giudizio, dopo essere comparso innumerevoli volte davanti al procuratore che ogni 45 giorni ha sempre sistematicamente rinnovato il suo arresto, ma senza mai averlo chiamato a rispondere delle pesanti accuse di cui era incriminato. Un caso di censura dell’espressione artistica, certamente non isolato, che stavolta si è concluso nel peggiore dei modi. Amr Magdi, ricercatore di Human Rights Watch, in un primo momento ha anche accreditato l’ipotesi del suicidio.